# José Cuervo

Schriftlogo

José Cuervo ist ein Tequila aus dem Hause Cuervo (Casa Cuervo, S.A. de C.V.) und wird produziert von der Tequila Cuervo La Rojeña, S.A. de C.V. Die Marke José Cuervo Especial ist der weltweit meistverkaufte Tequila. Diageo, bis Juni 2013 globaler Distributor der Marke außerhalb Mexikos, erzielte damit zuletzt einen jährlichen Vertriebsumsatz von rund 480 Millionen Dollar. Der spanische Name Cuervo bedeutet Rabe und entspricht dem deutschen Familiennamen Raabe. Ein Rabe ziert auch das Wappen der Familie Cuervo.
Seit 2013 wird José Cuervo von Proximo vertrieben, wie Casa Cuervo eine Tochtergesellschaft der Holding Becle S.A. der Familie Beckmann.

## Casa Cuervo

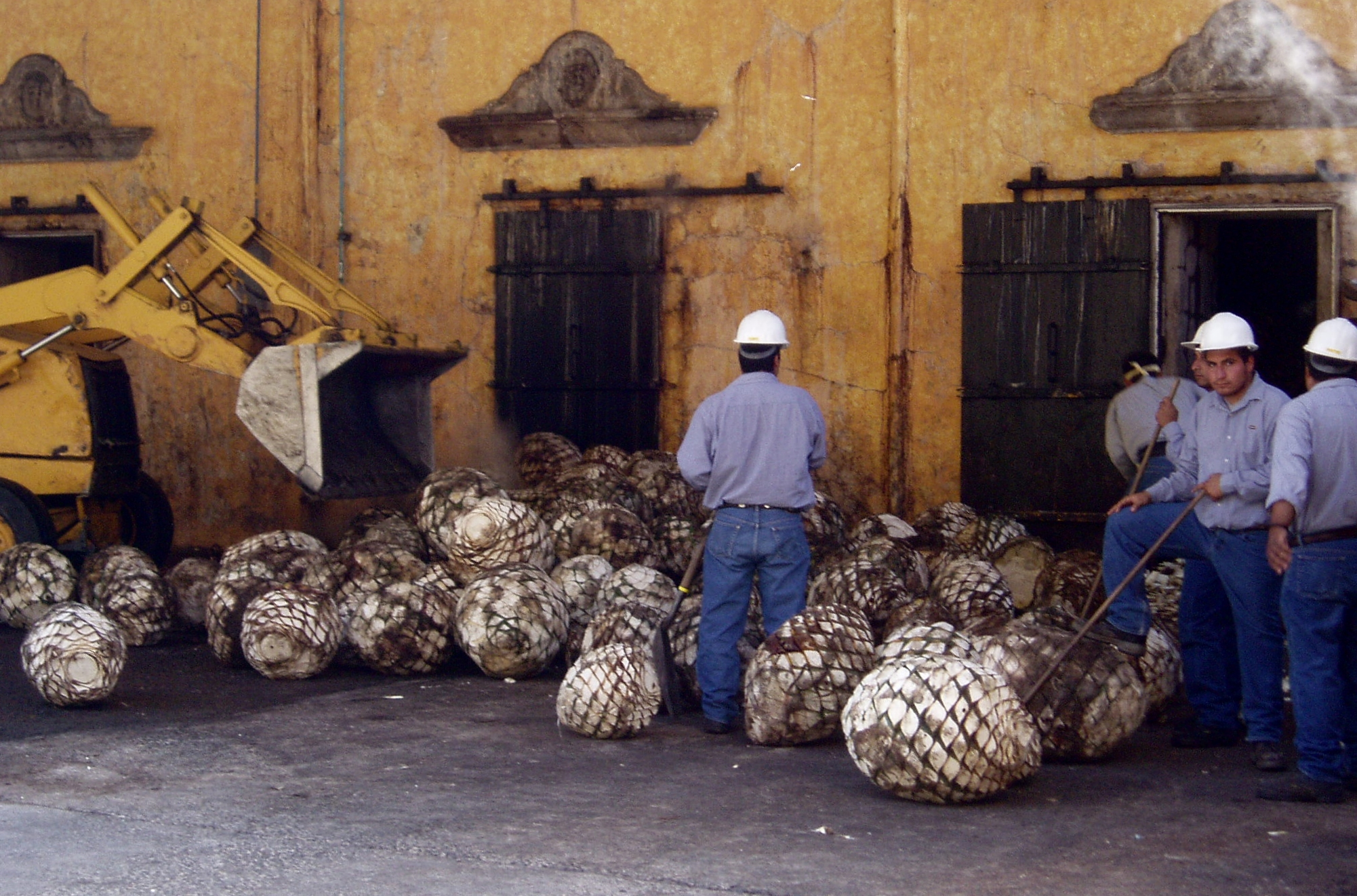
Arbeiter in der José-Cuervo-Distillerie in Tequila, Jalisco

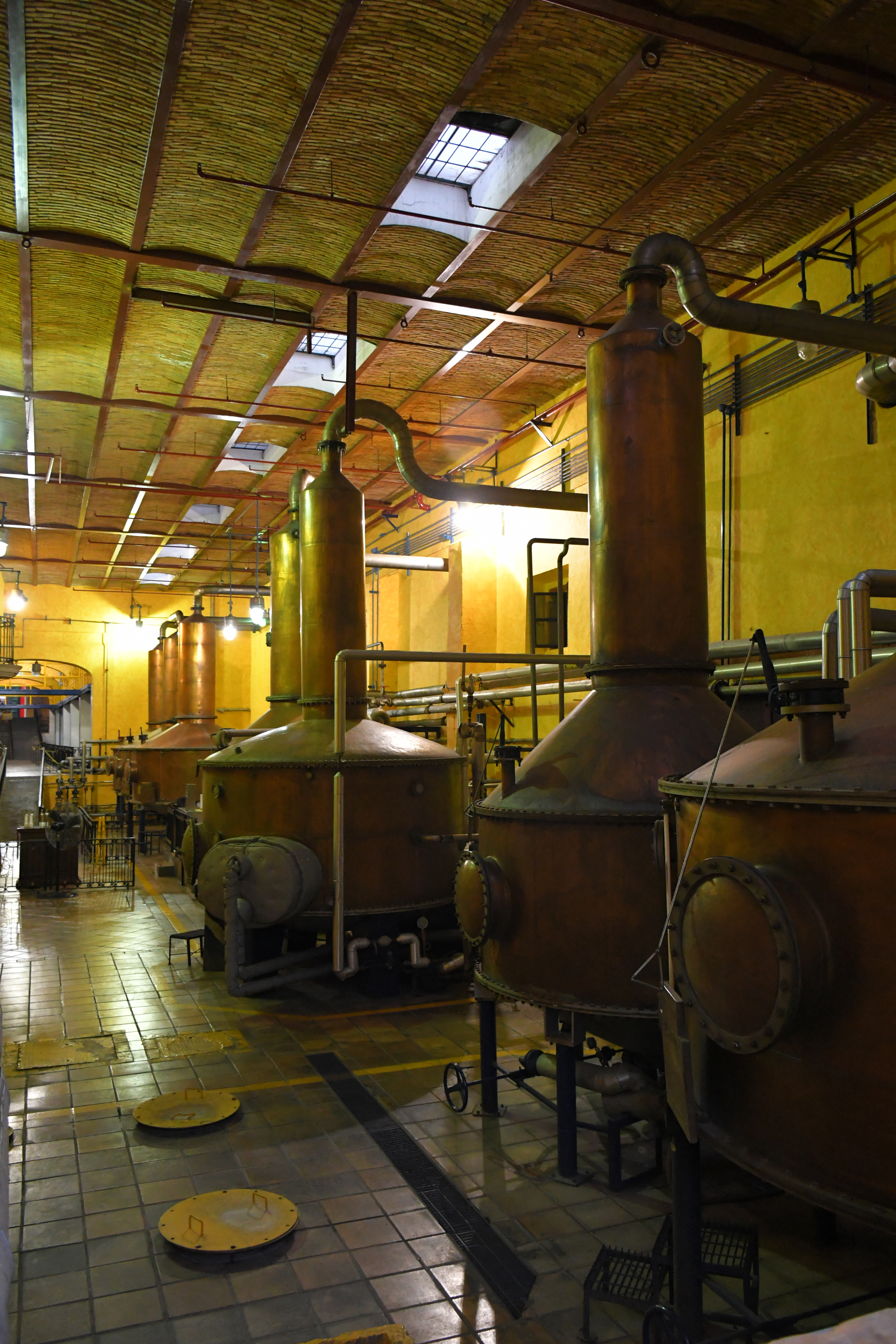
Destillierapparate in der José-Cuervo-Distillerie

Als Mexiko sich noch unter spanischer Vorherrschaft befand, bekam José Antonio de Cuervo 1758 vom spanischen König Fernando VI. eine große Fläche Land zur Verfügung gestellt, um dort den Agave-Anbau zu kultivieren. Im Jahr 1795 übertrug König Carlos IV. die Eigentumsrechte an dem Landstück auf den zweiten José Cuervo, der mit vollem Namen José María Guadalupe Cuervo hieß, und verlieh ihm die erste Konzession für die kommerzielle Tequila-Produktion. 
Heute wird das Casa Cuervo von der Familie Beckmann geführt. Die Familie Beckmann vermischte sich mit der Familie Cuervo, als der seinerzeitige deutsche Konsul in Guadalajara eine Frau aus der Familie Cuervo heiratete.
Anfang November 2014 gab der Spirituosenkonzern Diageo eine Vereinbarung zur vollständigen Übernahme der Tequilamarke Don Julio von Casa Cuervo bis Anfang 2015 bekannt. Im Gegenzug erhält Casa Cuervo von Diageo die Whiskeymarke Old Bushmills.

## Musik
Die Country-Sängerin Shelly West setzte dem Tequila mit dem Hit José Cuervo ein musikalisches Denkmal, der 1983 auf Platz eins der Country-Charts stand. Das Original stammt von Cindy Jordan, die das Lied ihrerseits bereits 1981 als Single veröffentlichte. 2002 folgte Tracy Byrd mit Ten Rounds with José Cuervo, ebenfalls ein Platz eins in den Country-Charts. Darüber hinaus erreichte er auf Platz 26 auch die Pop-Charts der USA.